# Нижегородская городская электричка
Нижегородская городская электричка — городская железная дорога Нижнего Новгорода. Вместе с метрополитеном образует систему скоростного рельсового транспорта города. Основана на базе Горьковской железной дороги 24 июня 2013 года, как дополнение к метрополитену. Состоит из трёх линий — Сормовской-1, Сормовской-2 и Приокской.

## Сеть

### Линии
| # | Название     | Конечные станции                               | Количество станций |
| - | ------------ | ---------------------------------------------- | ------------------ |
| 1 | Сормовская-1 | Нижний Новгород-Московский — Дубравная         | 11                 |
| 2 | Сормовская-2 | Починки — Варя                                 | 4                  |
| 3 | Приокская    | Нижний Новгород-Московский — Проспект Гагарина | 14                 |
|   | Всего:       |                                                | 29                 |

Первая Сормовская линия — состоит из 11 станций и соединяет собой Сормовский район и Московский вокзал, что делает её альтернативой линии метро. Имеет пересадочные узлы с вокзала на станцию метро «Московская» и на станции «Починки». Система оплаты проезда объединена с остальным городским общественным транспортом.
Вторая сормовская линия — состоит из 4 станций от станции «Починки» до станции «Варя». Соединяет центр Сормова частично со станцией метро «Буревестник». Расстояние между этими станциями можно проехать на трамвае с бесплатной пересадкой по транспортной карте. Тестовый запуск в часы пик произошёл 1 февраля 2020 года, а полноценное открытие линии состоялся 1 мая 2020 года.
Приокская линия — состоит из 13 станций. Имеет 5 пересадочных узлов с городским и пригородным транспортом на Московском вокзале и станциях: «Нижний Новгород-Сортировочный», «Петряевка», «Окская» и «Проспект Гагарина». Выходит за пределы города и соединяет собой Канавинский, Ленинский, Автозаводский, Нижегородский (Зелёный город) и Приокский районы. Также соединяет город и пригород, из-за чего цена на проезд может изменяться, в зависимости от тарифной зоны.
Помимо основных трёх линий, имеются ещё одно направление, не включённое в систему городской электрички: «Дзержинск» — «Доскино» — «Кустовая». Стоимость проезда по этому направлению равна стоимости в любом городском общественном транспорте, и оно имеет пересадочные станции на поезда городской электрички. Станция «Кустовая» находится в непосредственной близости от станции метро «Комсомольская» и является непрямым пересадочным узлом между ними. Стоимость проезда от Дзержинска до Автозаводского района Нижнего Новгорода — 63 рубля.
|  |  |

|  |  |

|  |  |

|  |  |

|  |  |

|  |  |

|  |  |

|  |  |

|  |  |

|  |  |

|  |  |

|  |  |

|  |  |

|  |  |

|  |  |

|  |  |

|  |  |

|  |  |

|  |  |

|  |  |

|  |  |

|  |  |

|  |  |

|  |  |

|  |  |  |

|  |  |  |

|  |  |  |

|  |  |  |

|  |  |  |

|  |  |  |

|  |  |  |

|  |  |  |

|  |  |  |

|  |  |  |

|  |  |  |

|  |  |  |

|  |  |  |

|  |  |  |

|  |  |

|  |  |

|  |  |

|  |  |

|  |  |

|  |  |

|  |  |

|  |  |

|  |  |

|  |  |

|  |  |

|  |  |

|  |  |

|  |  |

|  |  |

|  |  |

|  |  |

|  |  |

|  |  |

|  |  |

|  |  |

|  |  |

|  |  |

|  |  |

|  |  |

|  |  |

|  |  |

|  |  |

## Стоимость проезда
С 1 сентября 2017 года применяется единая система оплаты наряду с остальным городским транспортом.
С 1 июля 2024 года стоимость проезда составляет 40 рублей при оплате наличными или 35 рублей при условии оплаты транспортной или банковской картой. Также действует льготная система и система бесплатных пересадок на любой муниципальный вид транспорта в течение 60 и 90 минут.

## Подвижной состав
| Серия | Изображение | Тип                      | Макс. скорость | Количество | Номера составов                        | Вагонов на состав             | Планировка мест        | Линия                 | Годы эксплуатации |
| ----- | ----------- | ------------------------ | -------------- | ---------- | -------------------------------------- | ----------------------------- | ---------------------- | --------------------- | ----------------- |
| ЭД9М  |             | пригородный электропоезд | 120            | 22         | 0058 — 1030                            | 4 или 6                       | 3+3                    | Сормовская, Приокская | 2002 — н. в.      |
| ЭД9Э  |             | пригородный электропоезд | 120            | 19         | 0009 — 0047                            | 4 или 6                       | 3+3                    | Приокская             | 2012 — н. в.      |
| ЭП3Д  |             | пригородный электропоезд | 120            | 8          | 0027 — 0039 (ВВППК); 0050 — 0053 (РЖД) | от 4 до 8 (сдвоенные составы) | 2+2 (ВВППК), 3+3 (РЖД) | Сормовская, Приокская | 2018-н.в.         |

## Проблемы
Городская электричка — это своеобразный аналог популярной немецкой системы S-Bahn. Впрочем, есть целый ряд проблем, которые мешают её полноценному развитию. Одна из них — это железнодорожные переезды прямо на автомобильных дорогах. Она стоит наиболее остро, так как постоянный поток автомобилей не даёт выпускать на линии большее количество составов. При проезде электрички через переезды она вынуждена сбавлять скорость, а на дорогах образуются большие заторы. Администрация города планирует решить эту проблему с помощью строительства путепроводов над автомобильными дорогами.
Ещё одним недостатком является разная высота станционных платформ, в связи с чем при посадке с низких платформ пассажирам приходится залезать в вагон по крутым ступенькам, а на высоких между платформой и полом поезда образуется полуметровый зазор над неприкрытой лестницей, что делает городскую электричку опасной для пассажиров и недоступной для инвалидов, родителей с колясками и велосипедистов.
Кроме того, значительная часть Сормовской линии является однопутной, разъезд встречных электропоездов возможен не ранее станций Костариха и Починки.